# ۵ فروردین
۵ فروردین پنجمین روز از سال در گاه‌شماری خورشیدی است. به پایان سال ۳۶۰ روز (۳۶۱ روز در سال کبیسه) مانده‌است.

## رویدادها
- ۱۳۶۷ - آغاز عملیات بیت‌المقدس ۴
- ۱۳۸۸ - سیل ۱۳۸۸ قم
- ۱۳۹۵ - رقابت ۵ فروردین ۱۳۹۵ تیم ملی فوتبال ایران با تیم ملی فوتبال هند در مرحله مقدماتی جام جهانی فوتبال ۲۰۱۸ (آسیا) و جام ملت‌های آسیا ۲۰۱۹
- ۱۳۹۷ - طوفان ۱۳۹۷ اردبیل و ارومیه
- ۱۳۹۸ - سیل ۵ فروردین ۱۳۹۸ شیراز
- ۱۳۹۸ - آغاز موج نخست سیل ۱۳۹۸ جنوب و غرب ایران
- ۱۳۹۸ - آغاز موج نخست سیل ۱۳۹۸ لرستان
- ۱۴۰۳ - آغاز اعتراضات ۱۴۰۳ بازنشستگان ایران
- ۱۴۰۳ - کشف پیکر بی‌جان سارا تبریزی
- ۱۴۰۴ - رقابت ۵ فروردین ۱۴۰۴ تیم ملی فوتبال ایران با تیم ملی فوتبال ازبکستان در مرحله مقدماتی جام جهانی فوتبال ۲۰۲۶ (آسیا)

## زادروزها
- ۱۲۹۲ - حبیب‌الله بلور، کشتی‌گیر و بازیگر
- ۱۳۱۸ - حسین زمرشیدی، معمار
- ۱۳۲۵ - فیروز نادری، دانشمند ایرانی-آمریکایی ناسا
- ۱۳۲۶ - همایون ارشادی، بازیگر
- ۱۳۲۷ - جواد اژه‌ای، سیاستمدار
- ۱۳۳۱ - سعید قهاری، نظامی
- ۱۳۳۲ - محمدعلی رحمانی، سیاستمدار
- ۱۳۴۹ - ریما رامین‌فر، بازیگر
- ۱۳۶۳ - فرهاد خیرخواه، بازیکن فوتبال
- ۱۳۷۸ - حمیدرضا طاهرخانی، بازیکن فوتبال

## درگذشت‌ها
- ۱۱۴۸ - میر مهنا، از حاکمان ایران در زمان زندیان
- ۱۲۸۴ - محمدحسن ممقانی، فقیه
- ۱۳۴۰ - محمود نریمان، از بنیان‌گذاران جبهه ملی ایران
- ۱۳۶۶ - عبدالله دهش، شاعر و نویسنده
- ۱۳۷۵ - محمداسماعیل رضوانی، پژوهشگر تاریخ
- ۱۳۸۶ - یدالله بهزاد، شاعر
- ۱۳۹۱ - پروین‌دخت یزدانیان، بازیگر
- ۱۳۹۳ - محمدابراهیم باستانی پاریزی، تاریخ‌دان
- ۱۳۹۴ - نیما پتگر، نقاش و تصویرگر
- ۱۳۹۹ - فرزانه تأییدی، بازیگر
- ۱۴۰۱ - رضا براهنی، نویسنده و شاعر

## مناسبت‌ها
- روز دارابگرد به روایتی زادروز زرتشت